# Hyperaeschrella insulicola
Hyperaeschrella insulicola är en fjärilsart som beskrevs av Sergius G. Kiriakoff 1967. Hyperaeschrella insulicola ingår i släktet Hyperaeschrella och familjen tandspinnare. Inga underarter finns listade i Catalogue of Life.